# Автономізація Радянських республік
Автономізація Радянських республік — спроба перетворення формально незалежних радянських республік, які виникли після 1917 року, на автономні республіки РРФСР, здійснена у 1922 році Йосипом Сталіним.
Мета автономізації — зменшення розриву між реально низьким і конституційно високим політичним статусом національних республік. В ході Жовтневого перевороту 1917 року більшовики взяли на озброєння гасло національної радянської державності, щоб привернути на свій бік національно-визвольний рух пригноблених народів Російської імперії. Це допомогло їм захопити державну владу, встановити диктатуру своєї партії, а також перемогти у громадянській війні 1918—1921 років. На території колишньої імперії виникла низка формально незалежних радянських держав. Проте завдяки диктатурі РКП(б), яка, однак, не була відображена в конституціях республік, уся сукупність радянських держав фактично являла собою централізовану унітарну країну без назви.
Після закінчення громадянської війни багатьом представникам центрального компартійно-радянського керівництвава здалося, що гасло національної радянської державності втратило актуальність і настав час будувати єдину державу. Нарком РСФРР у справах національностей Йосип Сталін запропонував надати УСРР та іншим «незалежним» державам такий же статус, який мали існуючі у складі Росії автономні республіки.
Спроба автономізації спочатку здійснювалася за відсутності Володимира Леніна, який хворів. Переважна більшість керівних діячів національних республік виступила проти автономізації. Вони були стурбовані пониженням власного політичного статусу і одночасно вважали, що пропагандистський ефект національної державності ще не вичерпаний. Голова РНК УСРР Христіан Раковський звернувся від їх імені до В. Леніна. Сталін також звернувся до Леніна. У своєму листі він наголосив: 
| «Ми переживаємо таку смугу розвитку, коли форма, закон, конституція не можуть бути ігноровані, коли молоде покоління комуністів на окраїнах гру в незалежність відмовляється розуміти як гру, вперто приймаючи слова про незалежність за чисту монету й так само вперто вимагаючи від нас проведення в життя букви конституції незалежних республік». |
Володимир Ленін у свою чергу запропонував компромісний варіант, за яким Росія формально мала рівні з іншими незалежними республіками права. Утім пропозиція Леніна не змінювала унітарного характеру нової держави — Союзу Радянських Соціалістичних Республік, оскільки, будуючись на засадах так званого демократичного централізму, РКП(б) здійснювала свою диктатуру в кожній республіці.